# 파에스족

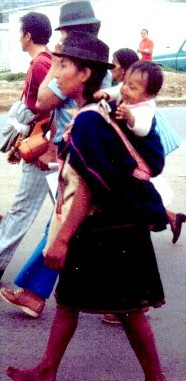
파에스족 상인들 (콜롬비아, 2005년).

파에스족(Páez) 또는 나사족(Nasa)은 콜롬비아 남서부 고원 지대에 거주하는 원주민족이다. 주로 카우카주 내에 거주하나, 카케타주 저지대와 티에라덴트로에도 있다.

## 종교
1900년대 초 라자로회가 파에스족 사이에 선교 활동을 펼쳐 이들의 기독교화를 시작했다. 과거 예수회가 이들을 개종시키려 하다가 실패했지만, 라자로회는 어느 정도 성공을 거두었다. 이후 파에스족은 토착 종교를 혼합주의적 로마 가톨릭교 신앙을 발전시켰는데, 예를 들어 이들은 샤먼과 로마 가톨릭 사제를 모두 가진다.

## 언어
파에스족은 파에스어나 스페인어를 구사한다.

## 같이 보기
- 파에스
- 파에스어